# آلدو بوفی لندی
آلدو بوفی لندی (ایتالیایی: Aldo Bufi Landi؛ زاده ۷ آوریل ۱۹۲۳ - درگذشت ۲ فوریهٔ ۲۰۱۶) بازیگر ایتالیایی بود.
از فیلم‌های معروف او می‌توان به بازی در بگذار خودمان را مسلح کنیم و شما به جبهه بروید!، حکایت‌های عاشقانه، دکامروتیکوس، چهار مگس روی مخمل خاکستری، هفت دریا به کاله و بزرگ‌ترین شیادان عالم اشاره کرد.